# Oh Sang-uk
Oh Sang-uk (Daejeon, 30 settembre 1996) è uno schermidore sudcoreano, specializzato nella sciabola.

## Palmarès
- Giochi olimpici

Tokyo 2020: oro nella sciabola a squadre.
Parigi 2024: oro nella sciabola individuale e nella sciabola a squadre.
- Mondiali

Lipsia 2017: oro nella sciabola a squadre.
Wuxi 2018: oro nella sciabola a squadre.
Budapest 2019: oro nella sciabola individuale e nella sciabola a squadre.
Il Cairo 2022: oro nella sciabola a squadre.
Milano 2023: argento nella sciabola a squadre.
- Campionati asiatici

Hong Kong 2017: oro nella sciabola a squadre.
Bangkok 2018: bronzo nella sciabola a squadre.
Chiba 2019: oro nella sciabola individuale e nella sciabola a squadre.
- Universiadi

Napoli 2019: oro nella sciabola individuale e nella sciabola a squadre.